# ميرابو

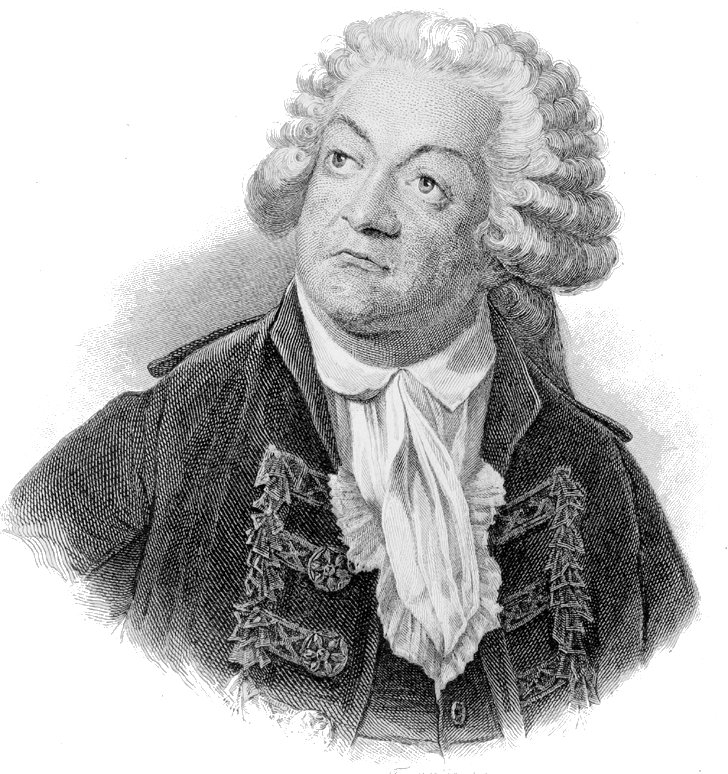
صورة لميرابو

أونوريه جابرييل ريكويتي (بالفرنسية: Honoré Gabriel Riqueti, comte de Mirabeau) المعروف بالكونت دي ميرابو (9 مارس 1749 - 2 أبريل 1791) هو ثوري فرنسي، وكاتب، وصحفي، ودبلوماسي، وسياسي، وماسوني وخطيب الثورة الفرنسية.
خلال الثورة الفرنسية كان ميالاً لنظام ملكي دستوري مبني على نموذج المملكة المتحدة. أدار مفاوضات سرية فاشلة مع النظام الملكي الفرنسي في محاولة للتوفيق بينه وبين الثورة.

## تاريخ العائلة
عائلة ريكويتي في الأصل من بلدة صغيرة في فرنسا تدعى سين (Seyne)، وتعود جذورهم البعيدة إلى إيطاليا. أصبحت العائلة غنية من خلال عملهم بالتجارة في مرسيليا.
كان والده، فكتور ركيتي مركيز ميرابو، فيزيوقراطيا وصديقاً للإنسان، أي لكل إنسان عدا زوجته وأبنائه، وقد وصف فوفانج «صديق الإنسان» هذا بأنه: «ذو طبع ناري مكتئب، أشد عتواً وتقلباً من البحر، يتسلط عليه نهم دائم للذة والمعرفة والمجد». وقد اعترف المركيز بهذا كله، وأضاف إليه أن «الفساد الخلقي طبيعة ثانية فيه». وحين بلغ الثامنة والعشرين صمم على أن يكتشف إن كان ممكناً أن يكتفي بامرأة واحدة، فطلب يد ماري دفيسان، التي لم يرها قط، ولكنها كانت الوريثة غير المنازعة لثروة كبيرة. وبعد أن تزوجها وجد أنها امرأة سليطة رثة عاجزة، ولكنها أنجبت له في إحدى عشرة سنة أحد عشر طفلاً، تخطى الطفولة منهم خمسة. وفي عام 1760 زج المركيز في «الشاتو دفانسين» بتهمة الكتابات المهيجة، ولكن أفرج عنه بعد أسبوع. وفي 1762 هجرته زوجته وعادت إلى أهلها.

## النشأة
شب ابنه البكر، أونوريه جابرييل ريكويتي وسط هذه الدراما العائلية. وقد ولد وله سنان. وحين بلغ الثالثة أصيب بالجدري الذي خلف في وجهه ندوباً. وكان غلاماً شديد الحيوية، مشاكساً، عنيداً، وكان أبوه يكثر من ضربه، فربى فيه كراهية أبيه، وسر المركيز أن يتخلص منه بإرساله حين بلغ الخامسة عشرة (1764) إلى أكاديمية حربية في باريس. وهناك تعلم جابرييل الرياضيات والألمانية والإنجليزية، وقرأ بنهم إذ تسلطت علية رغبة عارمة في الإتيان بجلائل الأعمال. وقرأ لفولتير ففقد دينه، وقرأ لروسو فتعلم أن يتعاطف مع عامة الشعب. وفي الجيش سرق خليلة قائده، واشتبك في مبارزة، وشارك في الغزو الفرنسي لكورسيكا، وظفر بقدر من الثناء على بسالته مما أشعر أباه بحبه ولو لحظة.
وحين بلغ الثالثة والعشرين تزوج ابتغاء المال بصراحة من إميلي مارنياك، وكانت تتوقع أن ترث 500.000 فرنك. فولدت لجابرييل ولداً، ثم اتخذت عشيقاً، وأخفت خيانتها، ثم غفر لها. وتشاجر مع رجل يدعى فللنيف، وحطم شمسية فوق ظهره، فاتهم بتعمد القتل. ورغبة في تفادي القبض عليه حصل أبوه على أمر ملكي مختوم زج بمقتضاه جابرييل في الشاتوديف، القائم على جزيرة في مرسيليا، وطلب إلى زوجته أن تلحق به، ولكنها رفضت، وتبادلا رسائل فيها حنق متصاعد، انتهت بأن أقرأها «الوداع إلى الأبد» في (14 ديسمبر 1774). وأقام في تلك الأثناء علاقة مع زوجة مأمور السجن.
وفي مايو 1775 نقل بمسعى أبيه إلى سجن أرخى في الشاتودجو، قرب بونتارلييه والحدود السويسرية. ودعاه سجانه المسيو دسان موري إلى حفلة التقى فيها بصوفي دروفيه، الزوجة ذات التسعة عشر ربيعاً للماركيز ديمونييه السبعيني. وقد وجدت ميرابو أكثر إشباعاً من زوجها؛ صحيح أن وجهه كان منفراً، وشعره صوفي القوام، وأنفه ضخماً، ولكن عينيه كانتا متقدتين، وطبعه كان «نارياً» وكان في استطاعته أن يغوي بحديثه أي امرأة. واستسلمت له صوفي كلية. وفر من بونتارلييه، ثم هرب إلى تونون في إقليم سافوا، وهناك أغوى ابنة عم له. وفي أغسطس 1776 لحقت به صوفي في فريير بسويسرا بأن العيش بعيداً عنه كما قالت معناه «الموت ألف مرة كل يوم».
فصحبها إلى أمستردام حيث استخدمه مارك ريه ناشر كتب روسو، مترجماً، وعملت صوفي سكرتيرة له، واشتغلت بتدريس الإيطالية. وقد كتب عدة كتب صغيرة تحدث في أحدها عن أبيه فقال «أنه يعظ بالفضيلة، والبر، والقصد، في حين أنه أسوأ الأزواج، وأقسى الاباء وأكثرهم إسرافاً». ورأى ميرابو الأب في هذا خروجاً على أصول اللياقة. فاتفق مع والدي صوفي على تدبير إعادة الزوجين من هولندا، فقبض عليهما (14 مايو 1777) وجئ بهما إلى باريس. وبعد أن فشلت صوفي في محاولة الانتحار، أرسلت إلى إصلاحية، أما جبراييل الساخط فقد زج في الشاتو دفانسين، مقتضياً في ذلك خطى أبيه وديدرو. وهناك ظل يضني في السجن اثنين وأربعين شهراً. وبعد أن قضى فيه عامين سمح له بالكتب والورق والقلم والمداد، فراح يبعث لصوفي برسائل ملؤها الإخلاص المشبوب. وفي 7 يناير 1778 ولدت بنتاً لعلها كانت ابنته. وفي شهر يونيو نقلت الأم وطفلتها إلى دير في جيان قرب أورليان.
والتمس ميرابو من أبيه أن يصفح عنه ويعمل على إطلاق سراحه. وقال متوسلاً "دعني" أرى الشمس، دعني أتنسم هواء أكثر حرية، دعني أرى وجه أخواني البشر!؟ أنني لا أبصر غير الجدران المظلمة. وأبتاه سأموت من آلام التهاب الكلي!" ولكي يخفف من شقائه ويكسب بعض المال لصوفي، ويتقي الجنون، ألف عدة كتب، بعضها جنسي. وكان أهمها هو "الأوامر الملكية المختومة" الذي وصف مظالم القبض دون إذن والسجون دون محاكمة، وطلب بإصلاح السجون والقانون فلما نشر هذا الكتيب في 1782 بلغ تأثر لويس السادس عشر به مبلغاً حمله على أن يأمر في 1784 بالإفراج عن جميع السجناء المعتقلين في فانسين (42).

## قبل الثورة الفرنسية
ترفق سجانو ميرابو به، وبعد 1779 سمح له بالتمشي في حدائق الشاتو ولقاء الزوار، ووجد في بعض زائريه منصرفات لطاقته الجنسية العارمة. ووافق أبوه على أن يعمل على الإفراج عنه إذا اعتذر لزوجته واستأنف معاشرتها، لأن المركيز العجوز كان تواقاً لحفيد يواصل بقاء الأسرة. فكتب جابرييل إلى زوجته يطلب الصفح. وفي 13 ديسمبر 1780 أطلق سراحه بكفالة أبيه، الذي دعاه إلى قصر الأسرة في لوبنيون. وكانت له بعض العلاقات الغرامية في باريس، وزار صوفي في ديرها، والظاهر أنه أخبرها أنه ينوي العودة إلى زوجته. ثم مضى إلى لوبنيون، وأبهج قلب أبيه. وتلقت صوفي مالاً من زوجها، وانتقلت إلى بيت قريب من الدير، وانهمكت في أعمال البر، ووافقت على الزواج من كبتن سابق في الخيالة. ولكنه مات قبل أن يزف إليها، فأقام في الغد (9 سبتمبر 1789). أما زوجة ميرابو فقد رفضت لقاءه، فأقام عليها دعوى اتهمها فيها بهجرها ل، وخسر دعواه، ولكنه أدهش الأصدقاء والأعداء ببلاغته مرافعته التي استغرقت خمس ساعات دفاعاً عن قضية يستحيل الدفاع عنها. وتبرأ منه أبوه، فقاضاه، وحصل منه على راتب قدره ثلاثة آلاف فرنك في السنة، وراح يقترض المال ويحيا حياة مترفة. وفي 1784 اتخذ خليلة جديدة تدعى هنرييت نيرا. واصطحبها في رحلة إلى إنجلترا وألمانيا (1785-87). وفي الطريق كانت له مغامرات غرامية عارضة، غفرتها له هنرييت لأنه-كما قالت-«ما أن تتودد إليه امرأة أقل تودد حتى يلتهب لفوره». والتقى بفردريك مرتين، وعرف عن بروسيا ما يكفي لتأليف كتابه «في الملكية البروسية» (1788) (من مادة زوده بها ضابط بروسي)، وقد أهدى الكتاب لأبيه، الذي وصفه بأنه «مصنف ضخم لعامل هائج.» وكلفه كالون برسائل سرية عن الشئون الألمانية، فأرسل منها سبعين أدهشت الوزير بإدراكها المرهف وأسلوبها القوي.

## أثناء الثورة

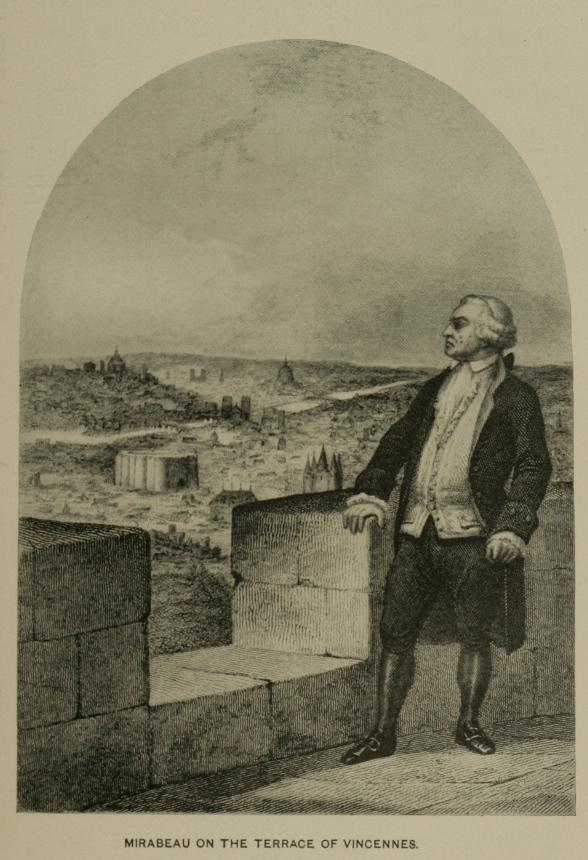
رسم تخطيطي لميرابو في شرفة

فما عاد إلى باريس رأى أن سخط الشعب قارب الحماسة الثورية. وفي رسالة إلى الوزير مونوران حذر من نشوب الثورة ما لم يجتمع مجلس طبقات الأمة قبيل عام 1786 «أني أسأل هل حسبتم حساب قوة الجوع المزلزلة إذا تفاعلت مع روح اليأس. أنني أسأل من سيجرؤ على أن يكون مسئولاً عن سلامة جميع من يلتفون حول العرش، أجل، بل سلامة الملك نفسه؟. وقد طواه خضم هذا الهياج فاندفع فيه ووفق في مصالحة هشة مع أبيه (الذي مات في 1789). ثم رشح نفسه في اكس-أن-بروفانس لمجلس طبقات الأمة ودعا نبلاء القسم لاختياره، فرفضوا، فاتجه إلى الطبقة الثالثة، التي رحبت به. وانبعث الآن من شرنقتين المحافظة واتخذ له أجنحة بوصفه ديموقراطياً» أن حق السيادة كامن في الشعب وحده، والملك لا يمكن أن يكون أكثر من القاضي الأول للشعب«. وقد أراد الاحتفاظ بالملكية، إنما حماية للشعب من الأرستقراطية، ثم دعا بإلحاح أثناء ذلك إلى إعطاء حق التصويت لجميع الذكور البالغين. وفي خطاب موجه لمجلس طبقات إقليم بروفانس هدد الطبقات المميزة بإضراب كل شيء، وهذا الشعب الذي لا يحتاج إلا لفرض الجمود عليه حتى يصبح رهيباً جباراً».
ثم اندلع شغب بسبب الخبز في مرسيليا (مارس 1789)، وأرسل أولو الأمر في طلب ميرابو ليهدئ ثائرة الشعب لأنهم كانوا على بينة من شعبيته، وتجمعت الجماهير في حشد من 120.000 للهتاف له. فنظم دورية لمنع حوادث العنف. وفي «بيان لشعب مرسيليا» نصح العامة الصبر حتى يتاح لمجلس طبقات الأمة الوقت للموازنة بين المنتجين الذين يريدون أسعاراً عالية والمستهلكين الذين يريدون أسعاراً منخفضة. وأطاعه القائمون بالشغب. وبقوة الإقناع ذاتها هدأ تمرداً في إكس. وانتخبه إكس ومرسيليا نائباً عنهما، فشكر الناخبين، وقرر أن يمثل إكس. وفي إبريل 1789 اتخذ سمته إلى باريس ومجلس الطبقات.

## وفاته
تجاوزاته أيام شبابه وعمله الشاق في السياسة، أديا إلى مرضه مرضا شديدا تسبب في وفاته في 2 أبريل 1791. ويعزي البعض أنه مرض ومات مسموما.

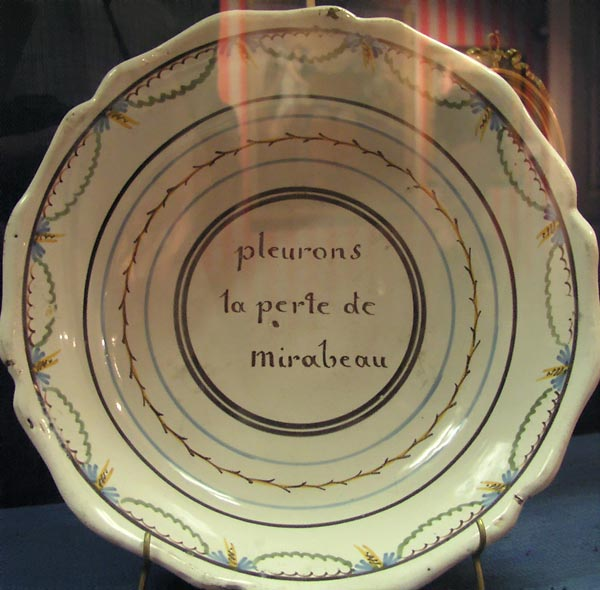
صحن مكتوب عليه "فلنبكي وفاة ميرابو". حوالي 1791، متحف كرنڤاليه، پاريس.

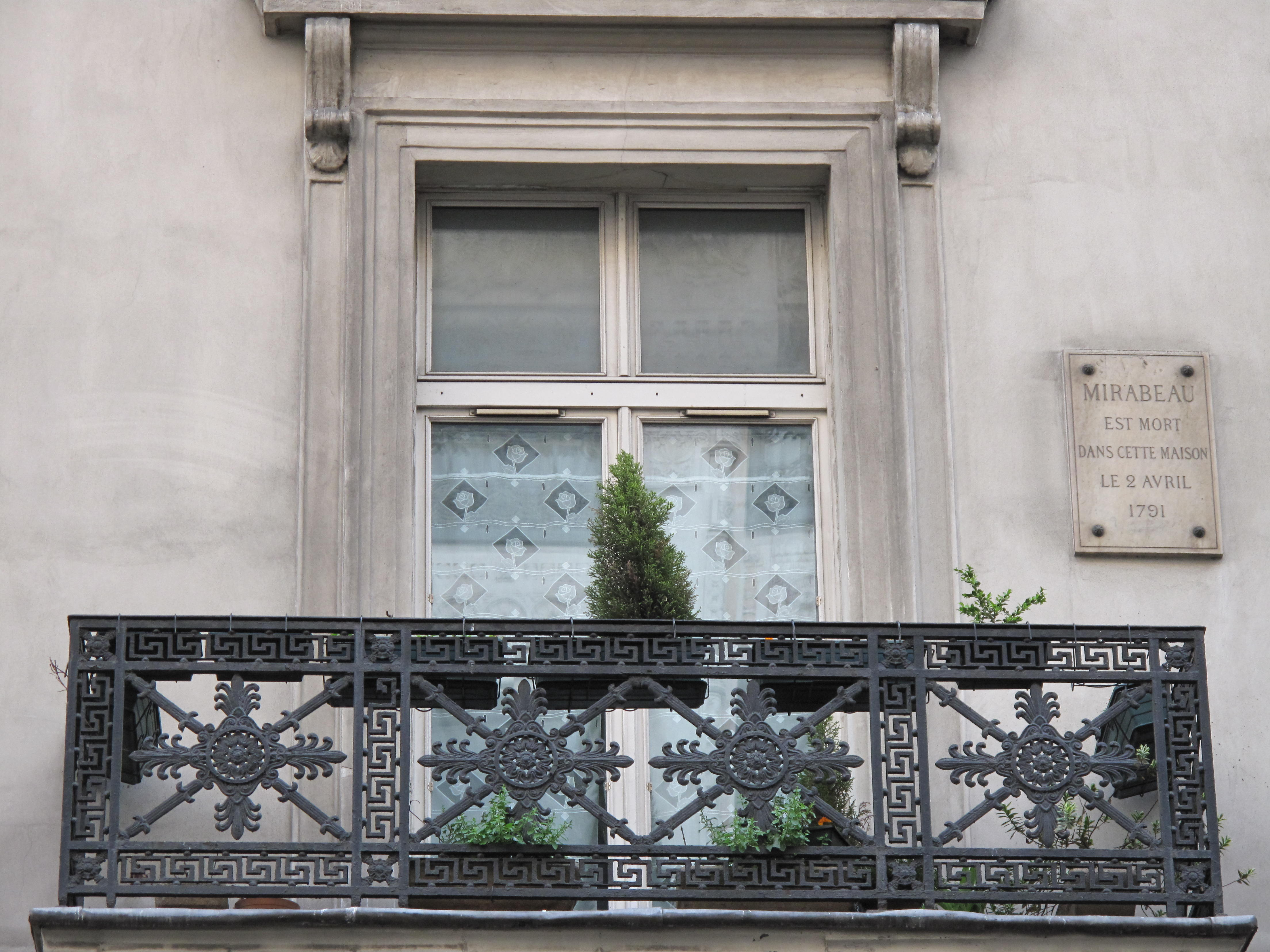
المنزل حيث توفي ميرابو في باريس.

## روابط خارجية
- ميرابو على موقع IMDb (الإنجليزية)
- ميرابو على موقع الموسوعة البريطانية (الإنجليزية)
- ميرابو على موقع ميوزك برينز (الإنجليزية)
- ميرابو على موقع قاعدة بيانات الفيلم (الإنجليزية)